# بروشم
بروشم (به هلندی: Bruchem) یک منطقهٔ مسکونی در هلند است که در زالت‌بومل واقع شده‌است. بروشم ۱٬۶۲۵ نفر جمعیت دارد.